# Luís II, Duque de Anjou
Luís II (5 de outubro de 1377 — 29 de abril de 1417) foi Duque de Anjou, Conde do Maine, Provença e Piemonte, e Rei titular de Nápoles.

## Biografia
Nasceu em Toulouse em 5 de Outubro de 1377, filho de Luís I, Duque de Anjou, e de Maria de Blois. Por parte de pai, era neto do rei João II da França. Seu avô materno era Carlos de Châtillon.
Em 1384, aos sete anos, perdeu o pai, que estava em guerra pelo Reino de Nápoles, do qual fora declarado herdeiro pela rainha Joana I. Luís o sucedeu como duque d'Anjou, sob a regência de sua mãe. Cinco anos depois, em 1 de novembro de 1389, foi coroado rei de Nápoles e de Jerusalém pelo antipapa Clemente VII, embora o referido reino estivesse sob o domínio de Ladislau I, do ramo Durazzo da família angevina. Partiu para a Itália logo depois, assumindo o controle de Nápoles no ano seguinte, até 1399, quando foi expulso por Ladislau. Luís então se retirou para a Provença.
Quando o papa romano Inocêncio VII morreu, em 1406, seu sucessor, o papa Gregório XII, começou a negociar com Bento XII (sucessor de Clemente VII), sugerindo que ambos abdicassem para que um novo papa fosse eleito e reunisse a Igreja Católica. As negociações culminaram no Concílio de Pisa, que, em vez de terminar com o Cisma do Ocidente, já que nem um nem outro concordou em abdicar, elegeu um terceiro requerente ao título papal, Alexandre V. Luís aliou-se a ele, que, como "papa", era suserano do Reino de Nápoles, o qual lhe foi atribuído.
Luís foi a Roma combater o exército napolitano, que ocupava a cidade, e começou uma campanha mal sucedida para reconquistar Nápoles (1409-1410). Chamado novamente a Roma, desta vez, pelo antipapa João XXIII, Luís finalmente derrotou Ladislau em Roccasecca, em 11 de Maio de 1411. No entanto, não foi capaz de manter sua conquista. Perdendo o apoio do papa de Avinhão, que se aliara a Ladislau, ele foi forçado a voltar para a França.
De volta ao reino natal, tornou-se conselheiro real. Em 1415, formou um parlamento em Aix e aumentou os privilégios das universidades de Aix e de Angers. Faleceu aos 39 anos, no Castelo de Angers. Seu corpo foi sepultado na Catedral de Angers.

### Casamentos e descendência
Em 2 de agosto de 1384, quando tinha apenas sete anos, Luís foi prometido em casamento a Lúcia Visconti, filha de Barnabé Visconti, senhor de Milão, um aliado de seu pai. O casamento, no entanto, jamais veio a se realizar.
Durante os nove anos em que governou Nápoles efetivamente, em 1393, casou com Maria de Marzano, do qual pouco se sabe a respeito, morta com menos de dez anos de casamento.
Luís casou pela segunda vez em 2 de dezembro de 1400, em Arles-en-Provence, com Iolanda de Aragão, a mulher mais bela e sábia de toda a Cristandade, segundo cronistas da época, filha de João I de Aragão e de Iolanda de Bar. A união selava a paz entre o Reino de Aragão e a Casa d'Anjou, que disputavam o direito sobre Nápoles. O casal teve cinco filhos:
- Luís III de Anjou (1403-1434), Duque de Anjou e Rei titular de Nápoles[1]
- Maria de Anjou (1404-1463), casou com Carlos VII de França
- Renato de Anjou (1409-1480), Duque de Anjou e Rei titular de Nápoles[1]
- Iolanda de Anjou (1412-1440), casou com Francisco I, Duque da Bretanha
- Carlos de Anjou, Conde de Maine (1414-1472)